# Futbol'nyj Klub Zorja Luhans'k 2016-2017
Questa voce raccoglie le informazioni riguardanti il Futbol'nyj Klub Zorja Luhans'k nelle competizioni ufficiali della stagione 2016-2017.

## Stagione
Nella stagione 2016-2017 il FK Zorja Luhans'k ha disputato la Prem'er-Liha, massima serie del campionato ucraino di calcio, terminando la stagione al terzo posto con 54 punti conquistati in 32 giornate, frutto di 16 vittorie, 8 pareggi e 10 sconfitte, guadagnando l'accesso alla fase a gironi della UEFA Europa League 2017-2018. Nella Coppa d'Ucraina è sceso in campo a partire dagli ottavi di finale, venendo subito eliminato dalla Dinamo Kiev dopo i tempi supplementari. In UEFA Europa League è sceso in campo nella fase a gironi: sorteggiato nel girone A assieme a Fenerbahçe, Manchester United e Feyenoord, ha concluso il girone al quarto posto con due soli punti, venendo così eliminato dalla competizione.

## Rosa
| N. |                        | Ruolo | Calciatore            |
| -- | ---------------------- | ----- | --------------------- |
| 1  | Ucraina (bandiera)     | P     | Oleksij Ševčenko      |
| 2  | Ucraina (bandiera)     | D     | Artem Suchoc'kyj      |
| 3  | Bielorussia (bandiera) | D     | Michail Sivakoŭ       |
| 4  | Ucraina (bandiera)     | C     | Ihor Čajkovs'kyj      |
| 5  | Ucraina (bandiera)     | D     | Artem Hordijenko      |
| 6  | Ucraina (bandiera)     | C     | Mykyta Kamenjuka      |
| 7  | Ucraina (bandiera)     | C     | Ivan Petrjak          |
| 8  | Ucraina (bandiera)     | C     | Ihor Charatin         |
| 9  | Ucraina (bandiera)     | A     | Vladyslav Kulač       |
| 10 | Georgia (bandiera)     | A     | Jaba Lipartia         |
| 11 | Brasile (bandiera)     | A     | Paulinho              |
| 12 | Brasile (bandiera)     | D     | Rafael Forster        |
| 15 | Ucraina (bandiera)     | A     | Vladyslav Kalytvyncev |
| 16 | Ucraina (bandiera)     | D     | Hryhorij Jarmaš       |
| 17 | Ucraina (bandiera)     | A     | Jaroslav Kvasov       |
| 17 | Armenia (bandiera)     | A     | Heham Kadymjan        |

| N. |                    | Ruolo | Calciatore          |
| -- | ------------------ | ----- | ------------------- |
| 20 | Ucraina (bandiera) | C     | Oleksandr Karavajev |
| 21 | Ucraina (bandiera) | A     | Denys Bezborodko    |
| 22 | Serbia (bandiera)  | C     | Željko Ljubenović   |
| 23 | Ucraina (bandiera) | D     | Mychajlo Šeršen'    |
| 24 | Ucraina (bandiera) | C     | Dmytro Hrečyškin    |
| 27 | Ucraina (bandiera) | D     | Jevhen Tkačuk       |
| 32 | Serbia (bandiera)  | C     | Anđelo Kačavenda    |
| 36 | Ucraina (bandiera) | C     | Ruslan Babenko      |
| 39 | Ucraina (bandiera) | D     | Jevhen Opanasenko   |
| 42 | Nigeria (bandiera) | A     | Emmanuel Dennis     |
| 44 | Ucraina (bandiera) | D     | V″jačeslav Čečer    |
| 49 | Ucraina (bandiera) | A     | Dmytro Lukanov      |
| 77 | Ucraina (bandiera) | P     | Oleh Čuvajev        |
| 91 | Ucraina (bandiera) | P     | Ihor Levčenko       |
| 95 | Ucraina (bandiera) | D     | Eduard Sobol'       |
| 99 | Ucraina (bandiera) | D     | Andrij Pyljavs'kyj  |

## Risultati

### Kubok Ukraïny

#### Ottavi di finale
| Arbitro: | Anatolij Zhabchenko (Chmel'nyc'kyj) |

|                                                                |           |                               |
| González 14’, 97’ Cyhankov 65’ Moraes 100’ (rig.), 119’ (rig.) | Marcatori | 22’ (rig.) Rafael 89’ Sivakoŭ |

### UEFA Europa League

#### Fase a gironi
| Arbitro: | István Kovács |

|               |           |            |
| Hrečyškin 52’ | Marcatori | 90+6’ Kjær |

| Arbitro: | Jonas Eriksson |

|                 |           |  |
| Ibrahimović 69’ | Marcatori |  |

| Arbitro: | Andris Treimanis |

|               |           |  |
| Jørgensen 55’ | Marcatori |  |

| Arbitro: | Jakob Kehlet |

|             |           |               |
| Forster 44’ | Marcatori | 15’ Jørgensen |

| Arbitro: | Harald Lechner |

|                    |           |  |
| Stoch 59’ Kjær 67’ | Marcatori |  |

| Arbitro: | Tamás Bognár |

|  |           |                                |
|  | Marcatori | 48’ Mkhitaryan 88’ Ibrahimović |

## Statistiche

### Statistiche di squadra
| Competizione       | Punti | In casa | In casa | In casa | In casa | In casa | In casa | In trasferta | In trasferta | In trasferta | In trasferta | In trasferta | In trasferta | Totale | Totale | Totale | Totale | Totale | Totale | DR  |
| Competizione       | Punti | G       | V       | N       | P       | Gf      | Gs      | G            | V            | N            | P            | Gf           | Gs           | G      | V      | N      | P      | Gf     | Gs     | DR  |
| ------------------ | ----- | ------- | ------- | ------- | ------- | ------- | ------- | ------------ | ------------ | ------------ | ------------ | ------------ | ------------ | ------ | ------ | ------ | ------ | ------ | ------ | --- |
| Prem'er-Liha       | 54    | 16      | 8       | 1       | 7       | 27      | 19      | 16           | 8            | 5            | 3            | 18           | 12           | 32     | 16     | 6      | 10     | 45     | 31     | +14 |
| Kubok Ukraïny      | -     | -       | -       | -       | -       | -       | -       | 1            | 0            | 0            | 1            | 2            | 5            | 1      | 0      | 0      | 1      | 2      | 5      | -3  |
| UEFA Europa League | -     | 3       | 0       | 2       | 1       | 2       | 4       | 3            | 0            | 0            | 3            | 0            | 4            | 6      | 0      | 2      | 4      | 2      | 8      | -6  |
| Totale             | -     | 19      | 8       | 3       | 8       | 29      | 23      | 20           | 8            | 5            | 7            | 20           | 21           | 39     | 16     | 8      | 15     | 49     | 44     | +5  |